# Crudia splendens
Crudia splendens é uma espécie de legume da família Fabaceae.
Apenas pode ser encontrada na Indonésia.